# 腹側被蓋區

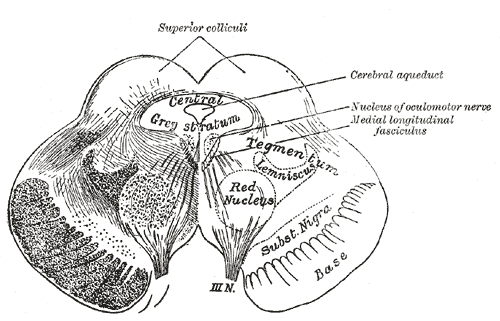
可見中腦的腦部橫剖圖。

腹側被蓋區（英語：Ventral tegmental area，簡寫為VTA）是中脑的一個區域。這個區域靠近黑質與紅核，富含多巴胺與5-羟色胺神經元，是兩條主要的多巴胺神經通道的一部份：
1. 中腦邊緣系統通道（mesolimbic pathway），從VTA通往伏隔核。
2. 中腦皮層通道（mesocortical pathway），從VTA通往額葉皮質。

科學家認為腹側被蓋區是愉悅系统或是報償迴路（reward circuit，獎勵作用與行為刺激的主要來源）的一部分。當一個行動產生愉悅的時候，能夠刺激腹側被蓋區；另外中樞神經興奮劑（psychostimulant，例如古柯鹼）也能直接刺激這個區域。因此腹側被蓋區被認為與神經生物學理論中的成癮現象有關。
同時腹側被蓋區也處理許多種情緒與安全感，因此可能與迴避作用（avoidance）及恐懼制約（fear-conditioning）有關。

## 歷史
1925年，芝加哥大學赫爾解剖實驗室（Hull Laboratory of Anatomy）的蔡翹於負鼠的腦中首次發現了腹側被蓋區，因此本解剖構造又稱為「蔡氏被蓋區」（ ventral tegmental area of Tsai）。

## 辭源
本解剖構造譯自拉丁文「Area tegmentalis ventralis」，其中「tegmentum」即為「覆蓋」之意。